# Десятова-Шостенко Наталія Олексіївна
Десятова-Шостенко Наталія Олексіївна (в іноземних публікаціях може фігурувати як N. Roussin (прізвище її останнього чоловіка); 26 грудня 1889 (? грудень 1887) — 1968 (1969)) — український ботанік, еколог.

## Життєпис
Народилася Н. О. Десятова-Шостенко 26 грудня 1889 р. (за іншими даними в грудні 1887 р.) в містечку Вовчанську Харківської губернії, в досить багатій родині — її батьки володіли виробництвом по консервації соків. Закінчила Московські вищі жіночі курси і Женевський університет. Чудово володіла французькою і німецькою. З 1911 по 1915 рр. працювала в Петербурзі, в гербарії Головного ботанічного саду.
У 1912–1917 рр. брала участь в ботанічних експедиціях до Середньої Азії. Потім перебралася до Харкова, де служила сестрою милосердя. У 1917 р. повернулася до Петербургу, потім знову опинилася в Харкові, викладала в Ново-Олексіївському сільгоспінституті.
Під час громадянської війни побувала в Краснодарі (мабуть, відступаючи з армією Денікіна), потім в Сочі, знову в Краснодарі. У 1923 р. повернулася в Харків, ставши асистентом кафедри ботаніки Харківського фармацевтичного технікуму. Паралельно, з 1925 р., очолює ботанічний відділ Асканії-Нова. Завдяки її дослідженням у заповіднику вдалося виділити ще одну абсолютно заповідну ділянку в 4800 га, яка і понині входить у ділянку «Успенівка».
Архівні матеріали свідчать, що їй не раз, разом з іншими науковими співробітниками, доводилося відстоювати від відомчих потуг заповідну цілину, в 1928 р. вдалося домогтися скасування рішення Наркомзему УРСР про перенесення заповідної ділянки. Разом з М. Шалитом склала повну бібліографію (по 1928 р.) Асканії-Нова. У 1929 р. вона відстоювала від розорювання заповідник Хомутовський степ.
У 1927–1928 рр. Наталія Олексіївна досліджувала цілинні ділянки в Північному Криму та Одеської області. Була з 1929 по 1934 рр. членом бюро Українського комітету з охорони пам'яток природи, з грудня 1929 р. очолила, після Є. М. Лавренко, Харківську природоохоронну інспектуру.
Приблизно в 1936 р. Н. О. Десятова-Шостенко з групою харківських ботаніків переїхала до Києва, стала працювати в Інституті ботаніки АН УРСР на посаді професора. У цьому ж році їй присуджено ступінь доктора біологічних наук, хоча Є. М. Лавренко пише, що докторську дисертацію через війну, що почалася, вона захистити не встигла (Лавренко, 2000). З приходом фашистів місто не залишила, а працювала в організованому німецьким ботаніком Генріхом Вальтером Інституті сільськогосподарської ботаніки при Форшунцентрассе в Києві. Працювала в Києві під керівництвом Юрія Клеопова, призначеного на посаду українського директора київського Інституту ботаніки. Згодом результати їхньої роботи використано у 12-томному виданні «Флора УРСР» (1938–1965), однак імена самих дослідників замовчувано.
Після приходу радянських частин, розуміючи, що доля її може закінчитися трагічно, і не бажаючи потрапляти до рук беріївських катів, в 1944 р. емігрувала до Франції, де вийшла заміж за багатого чоловіка.
Розповідають таку легенду. Одного разу, на VIII міжнародному ботанічному конгресі у 1954 р. в Парижі, до глави радянської делегації академіка Є. М. Лавренка підійшла дама і запитала: «Євгене Михайловичу, здрастуйте. Ви мене не впізнаєте? Я Наталя Шостенко». Лавренко, який в 20-х роках довго і багато працював з Н. Десятовою-Шостенко, відповів: «Вибачте, мадам, я з Вами незнайомий». Епізод, досить характерний для того часу.
Померла Н. О. Десятова-Шостенко в Парижі, в 1968 (1969) р.
Інформація про діяльність і фотографія  професора Н.О. Десяткової-Шостенко у  стінах Харківського фармацевтичного інституту, нині Національний фармацевтичний університет, наводиться в публікації  Гонтової Т.М та співав. «Минуле і сучасне кафедри ботаніки НФаУ» 
Декі відомості про  особистість Н.О.Десятової-Шостенко, родину персоналії, її свекра Шостенко Івана Івановича, чоловіка  В.І. Шостенка (9.08.1891-22.02.1957) та сина Ю.В. Шостенко (1919-1999),  наводяться в публікації М.М Федорончук і  М.В Шевери (Інститут ботаніки імені М.Г. Холодного НАН України, Київ) 
Похована, як і її  перший  чоловік Володимир Іванович Шостенко,   на кладовищі  Сент-Женевьев-де-Буа в Парижі,  де вказані такі роки її життя 26.12.1890-22.11.1968 

## Наукові праці
- Десятова-Шостенко Н. О. Дещо про охорону природи на Заході // Вісник природознавства. — Харків, 1927. — № 3-4. — С. 1-8.
- Десятова-Шостенко Н., Шалит М. Бібліографія Державного степового заповідника «Чаплі» (кол. Асканія-Нова) // Вісті держ. степ. заповідника «Чаплі». — 1928. — № 7. — С. 201–211.
- Десятова-Шостенко Н. О. Велетенський музей // Комуніст. — Харків, 1928, 25 серпня.
- Десятова-Шостенко Н. А. Растительность государственного заповедника «Чапли» (б. Аскания-Нова) // Степной заповедник «Чапли» — Аскания-Нова. — М., 1928. — С. 125–145.
- Десятова-Шостенко Н., Левин С. 1928. Ботанічне дослідження чорноморських кіс та островів Тендра, Джарилгача, Орлова та Довгого // Мат. до охорони природи на Україні. — Харків, 1928. — Вип. I. — С. 3-73.
- Десятова-Шостенко Н. О. Ботанічне обслідування степів Держзаповідника «Чаплі» навесні 1927 p. // Вісті Держ. Степ. Заповідника «Чаплі». — 1930. — Т. 7.

## Про неї
- Шляхи у невідоме. Харківська університетська ботаніка і ботаніки у роки Другої світової: як це було // «Наука і просвіта», № 4 (43) 2010. Стор. 52
- Архив С-Петербургского отделения РАН, ф. 996, оп. 1, д. 5, лл. 1-3.
- Доброчаєва Д. М. У пошуках карти Ю. Д. Клеопова. Флористическое районирование Евросибири // Укр. ботан. журн. — 1991. — № 6. — С. 124–128.
- Дрогобыч Н. Е., Семенова-Тян-Шанская A.M. 1988. История ботанических исследований в заповедной степи Аскания-Нова (к 100-летию заповедника) // Бюлл. МОИП, отд. биол. — 1988. — Т. 93, вьп. 3. — С. 118–125.
- Наука и научные работники СССР. — Л.: Изд-во АН СССР, 1926. — Ч. VI. — С. 541.
- Лавренко Е. М. Воспоминания // Бот журн. — 2000. — Т. 85, № 2. — С. 140–156.
- Федорончук Н. М., Шевера М. В. Профессор Наталия Десятова-Шостенко – пионер охраны дикой природы Украины // Гуманитар. экол. журн. Спецвып. Заповедники и дикая природа. 2005. Т. 7, вып. 2(17). URL https://web.archive.org/web/20191008075657/http://www.ecoethics.ru/old/m7.2/x11.html

13. ЦДАВО України, ф. 27, оп. 9, спр. 591, л. 89.
14. ЦДАВО України, ф. 2, оп. 7, спр. 72, лл 120–125.
15. ЦДАВО України, ф. 166, оп. 12, спр. 8752, лл. 1-5.